# Bielorussi
I bielorussi o russi bianchi (in bielorusso: беларусы, biełarusy) sono il gruppo etnico di maggioranza, di origine slava orientale, della Repubblica di Bielorussia e una delle minoranze presenti in Polonia (specialmente nel Voivodato di Białystok), Russia, Lituania e Ucraina. Altre comunità di bielorussi sono presenti negli Stati Uniti e in Canada, emigrati nel XX secolo.
Nonostante la creazione di uno stato bielorusso agli inizi degli anni novanta, il disegno di una riunificazione etnica delle genti di lingua bielorussa è andato scemando. Ad oggi, vi sono circa 8 milioni di persone che associano la loro discendenza al gruppo etnico bielorusso.

## Etimologia
Il prefisso Bela- significa "bianco"; i bielorussi venivano denominati anche ruteni bianchi, da non confondere con il gruppo politico dei Russi Bianchi che si oppose ai bolscevichi durante la guerra civile russa. Questo nome fu in uso per alcuni periodi, insieme all'appellativo "ruteni bianchi" e forme similari. Usare il termine russi bianchi è, quindi, non solo etnologicamente scorretto ma è considerato offensivo dagli stessi bielorussi che si vedono associati a tutt'altro gruppo etnico. I bielorussi stessi rintracciano l'origine del proprio nome nel popolo dei Rus'.

## Lingua e letteratura
La lingua nativa nel territorio bielorusso è la lingua bielorussa; comunque la maggior parte dei bielorussi parla il russo e lo usano come lingua primaria (soprattutto a Minsk e nelle altre grandi città).

## Storia

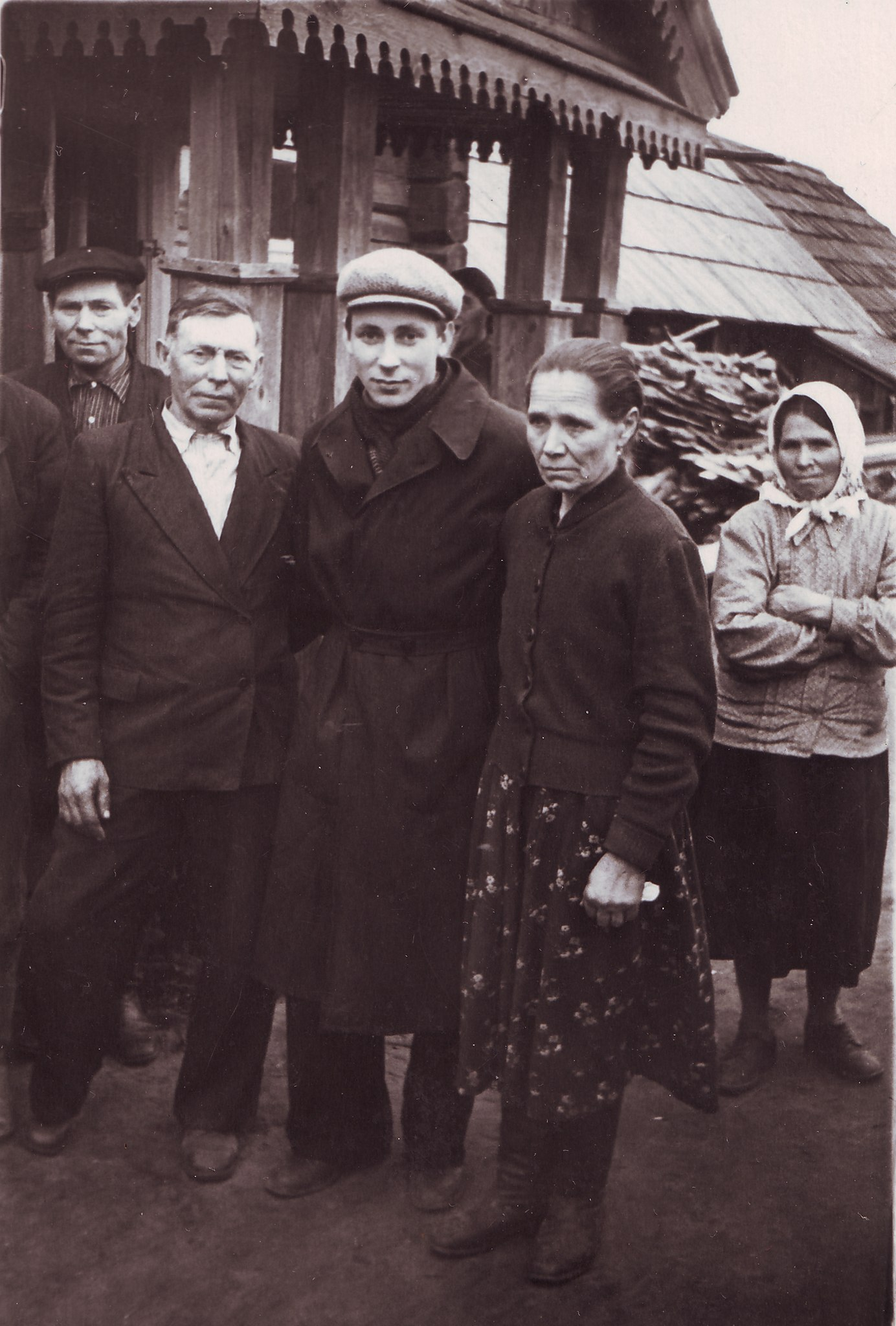
Alcuni bielorussi a Rudna nel 1960

L'origine culturale del popolo bielorusso può essere rintracciata nel Granducato di Lituania, e prima ancora nel Rus' di Kiev e nel Principato di Polack. Molti bielorussi sono discendenti delle tribù slave dell'est: kriviči, dregoviči e radimiči. Durante il Medioevo i bielorussi erano raggruppati nel popolo dei lituani, del Granducato di Lituania (Litva, Vjalikaja Litva), del quale facevano parte le terre dei ruteni bianchi e dove il ruteno era una lingua ufficiale.
Alcuni bielorussi credono che il moderno stato bielorusso sia sorto sulle ceneri dell'antico Granducato di Lituania proprio perché il ruteno ha dato origine poi alla lingua bielorussa.
Dopo la prima guerra mondiale, i bielorussi ottennero un proprio stato semi-indipendente, in varie fasi storiche: la Repubblica Popolare Bielorussa, sotto l'occupazione imperiale tedesca, e la Repubblica Socialista Sovietica Bielorussa, dal 1919, inclusa poi nell'URSS nel 1922. La Bielorussia ottenne poi la piena indipendenza nel 1991, con la dissoluzione dell'Unione Sovietica.